# 細川高益
細川 高益（ほそかわ たかます）は、室町時代後期から戦国時代にかけての武将。細川遠州家出身。官位は遠江守。細川頼種の子孫にあたる。

## 概要
高益の史料上の初見は天文13年（1544年）であり、土佐国ではなく細川氏綱の挙兵時からその下で活動していた。土佐国人の香宗我部氏との取次を行っていた史料が現存している。氏綱と高益には本来直接的な関係はなかったものの、氏綱の挙兵時に細川国慶が働きかけたことで氏綱方の武将として活動するようになったと考えられる。同15年（1546年）には氏綱方の最有力内衆であった長塩正親と連署しており、高益の地位の高さが伺える。同年9月13日には国慶が京都を占拠しており、高益も共に京都にいたため、氏綱の下での事務が滞っていたという。翌年（1547年）には国慶が京都から追い落とされ討ち死にするが、高益の行方は不明である。